# Ensiferum
Ensiferum (лат. «меченосец», «вооружённый мечом») — финская фолк-метал-группа, основанная в 1995 году. Участники группы характеризуют свой стиль как «мелодичный фолк-метал».
После издания двух первых альбомов Ensiferum (2001) и Iron (2004) в составе группы произошли значительные изменения. В частности, предыдущий вокалист Яри Мяэнпяя был заменён Петри Линдроосом, который впервые появился на мини-альбоме Dragonheads (2006), как и некоторые другие участники группы. Фактически, из первоначального состава остался лишь основатель и гитарист группы Маркус Тойвонен. На сегодняшний день Ensiferum продолжают издавать альбомы и активно выступать на различных площадках по всему миру. Шестой альбом One Man Army (2015) был издан на лейбле Metal Blade Records, тогда как все предыдущие альбомы выходили на Spinefarm Records.

## История

### От формирования до десятилетия группы (1995−2006)
Группа была основана в 1995 году Маркусом Тойвоненом (гитара), Саули Саволайненом (бас-гитара) и Киммо Миэттиненом (ударные). В следующем году в группу в качестве вокалиста и второго гитариста был принят Яри Мяэнпяя. В 1997 году была сделана первая демозапись под названием Demo-97.
В 1998 году Саули и Киммо ушли из группы, их заменили басист Юкка-Пекка Миэттинен (младший брат Киммо, которому тогда было 14 лет), и барабанщик Оливер Фокин. В 1999 году появились ещё две демозаписи Demo II и Hero in a Dream, последняя из которых позволила группе подписать контракт с лейблом Spinefarm. В 2000 году группа приступила к работе над своим первым альбомом Ensiferum, который был издан в июле 2001 года. В том же году Мейю Энхо присоединилась к группе в качестве клавишника.
Продюсером группы на втором альбоме Iron стал знаменитый Флемминг Расмуссен, также сотрудничавший с группами Metallica и Blind Guardian. В 2004 году, после того, как работа над альбомом была закончена, Яри ушёл из группы, чтобы сконцентрироваться на собственном проекте Wintersun. Для тура с Finntroll Петри Линдроос из группы Norther заменил Яри в качестве гитариста и вокалиста и стал членом группы после тура. В декабре 2004 года из группы ушёл Юкка-Пекка, его заменил Сами Хинкка из группы Rapture. Оливер также покинул группу в 2005 году, на его место пришёл Янне Парвиайнен.
С новым составом группа приступила к записи мини-альбома Dragonheads, который был издан в феврале 2006 года. В честь десятилетия группы в июне 2006 года вышел DVD 10th Anniversary Live, который был записан на концерте в Хельсинки 31 декабря 2005 года, также с новым составом.

### Victory Songs, уход Мейю, приход Эмми (2006−2009)

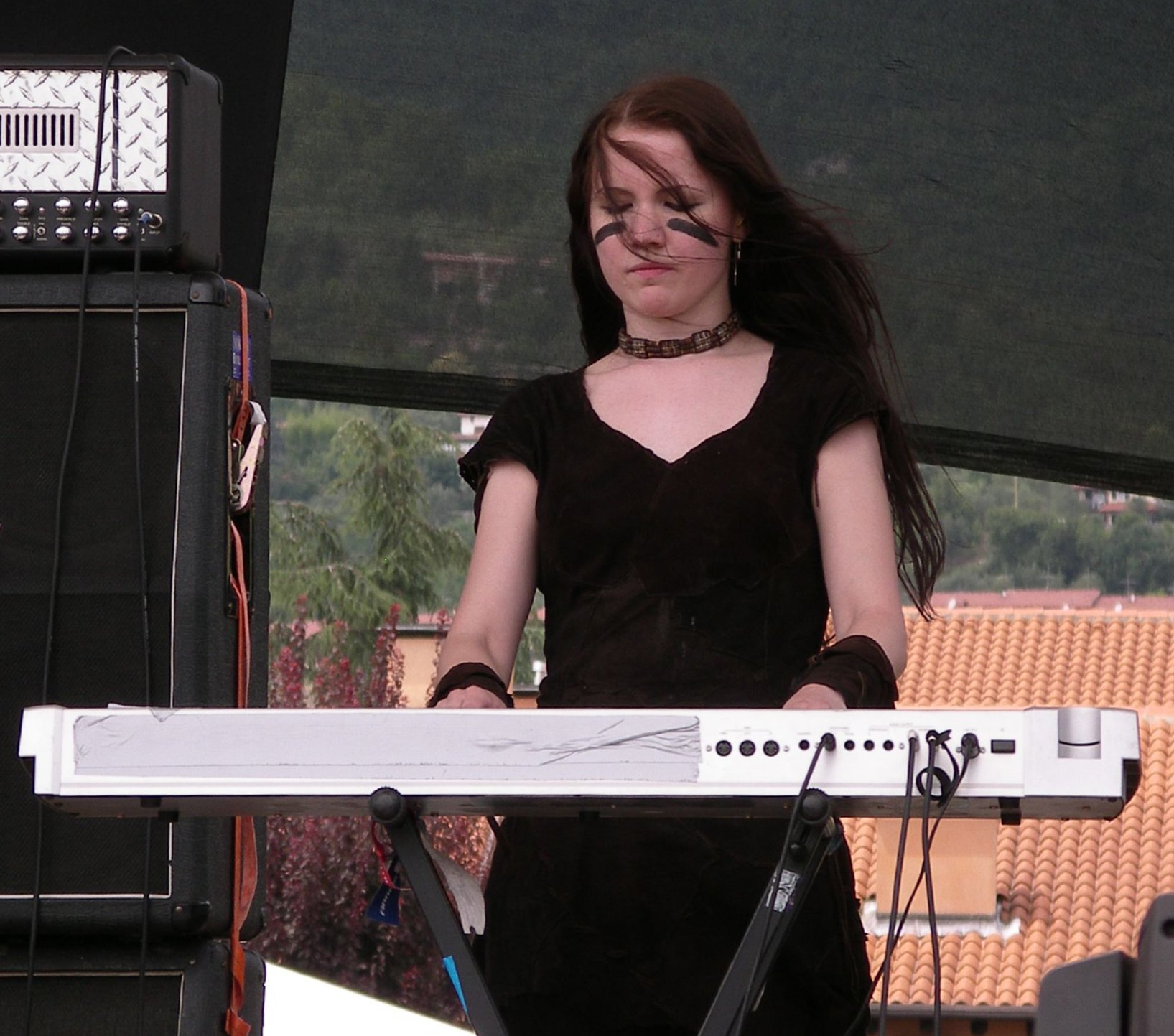
Мейю Энхо на «Evolution Festival» в Великобритании (2006).

Запись третьего студийного альбома Victory Songs началась в ноябре 2006 года. В феврале 2007 года вышел сингл «One More Magic Potion», попавший на вершину финского чарта синглов. Релиз же самого альбома состоялся 20 апреля 2007 года, после чего на странице группы в MySpace был опубликован первый видеоклип на песню «Ahti».
10 сентября 2007 года был анонсирован уход Мейю Энхо из группы. Данное объявление сначала появилось на MySpace, а потом оно было подтверждено на официальном сайте. Для выступлений пригласили Эмми Сильвеннёйнен из группы Exsecratus, однако потом, во время записи альбома From Afar, она стала постоянным участником группы.
В туре «Paganfest» 2008 года по Европе и Северной Америке Ensiferum были хедлайнерами. Они выступали с Týr и Eluveitie, а также с Moonsorrow и Korpiklaani в европейской части тура, и с Turisas в Северной Америке. Они также поддержали Megadeth в их европейском туре в поддержку альбома United Abominations. Помимо этого они поддержали Amon Amarth в их североамериканском туре в поддержку альбома Twilight of the Thunder God.
В туре по России в 2008 году, в связи с болезнью Линдрооса, Сами Хинкка выступал в качестве основного вокалиста и басиста, а временно вернувшийся Юкка-Пекка Миэттинен отвечал за гитару и бэк-вокал.

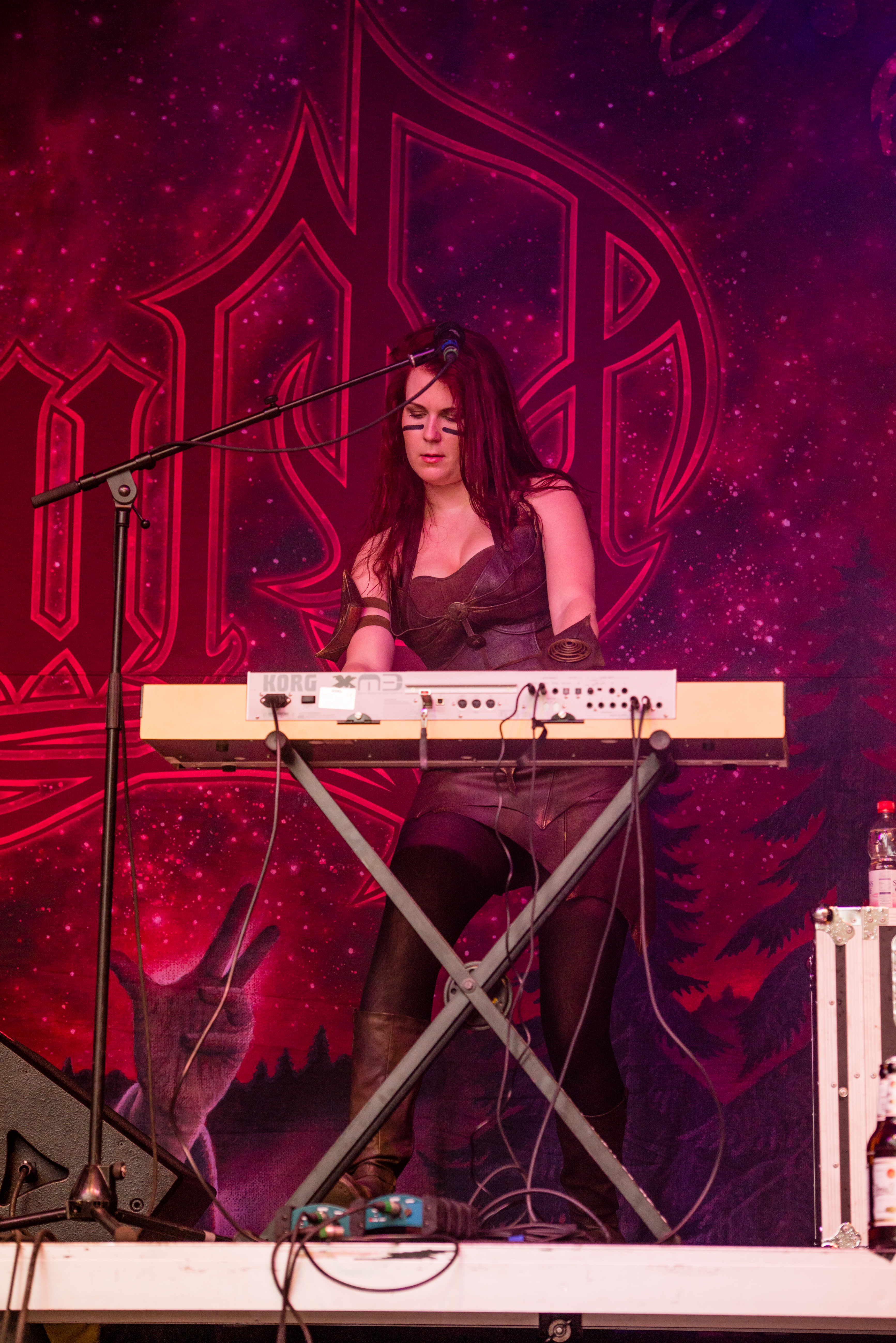
Эмми Сильвеннёйнен на фестивале «Castle Rock» в Германии (Мюльхайм-ан-дер-Рур, 2014).

В первой половине 2009 года Ensiferum выступали на различных фестивалях, среди которых «Frostrock» (Бельгия), «Finnish Metal Expo» (Финляндия), «Tuska Open Air» (Финляндия), «Winterfire» (Германия), «Rocktower» (Германия), «Legacy» (Германия), «Rock am Härtsfeldsee» (Германия), «Summer Nights» (Австрия), «Z7 Metal Dayz» (Швейцария). В июне/июле они принимали участие в «The Summer Slaughter Tour» по Северной Америке, вместе с группами Necrophagist, Darkest Hour, Suffocation, Blackguard, Dying Fetus, Beneath the Massacre, Origin и Winds of Plague. В августе выступали на «Global East Rock Festival» (Украина), «Ankkarock» (Финляндия), «Jurassic Rock» (Финляндия), «Let’s Open Air» (Турция).

### From AfarиUnsung Heroes(2009−2012)
Группа выпустила свой четвёртый студийный альбом From Afar 9 сентября 2009 года на лейбле Spinefarm Records. Альбом был спродюсирован Теро Киннуненом и смикширован Хиили Хиилесмаа. Лимитированное издание альбома включает в себя кавер на песню шведской фолк-рок-группы Nordman, с вокалом Хери Йонсена из группы Týr. В поддержку альбома группа отправилась в европейский тур, вместе с Metsatöll и Tracedawn. В октябре поучаствовала на фестивалях «Hellflame Festival — The South Side of Hell» (Германия), «Devil’s Revenge» (Германия) и «Tattoo the Mind» (Франция). В ноябре/декабре Ensiferum гастролировали по Северной Америке, вместе с Ex Deo и Blackguard. 1 января 2010 года они выступили на «Screamfest Festival» (Австралия).
В 2010 году группа участвовала в «Bloodstock Open Air» (Великобритания). В октябре этого года они отправились в свой первый тур по Южной Африке, который состоял из четырёх выступлений в двух городах и сопровождался выступлениями местных исполнителей, среди которых Riddare av Koden, Empery и All Forlorn. Финальное шоу в Йоханнесбурге было отснято на видео. В начале 2011 года Ensiferum поддержали Children of Bodom в их туре «The Ugly World Tour 2011» в поддержку альбома Relentless Reckless Forever, который проходил в течение 4 месяцев и охватил 23 страны.
27 июня 2012 года группа объявила дату релиза своего нового альбома Unsung Heroes — 27 августа 2012 года.

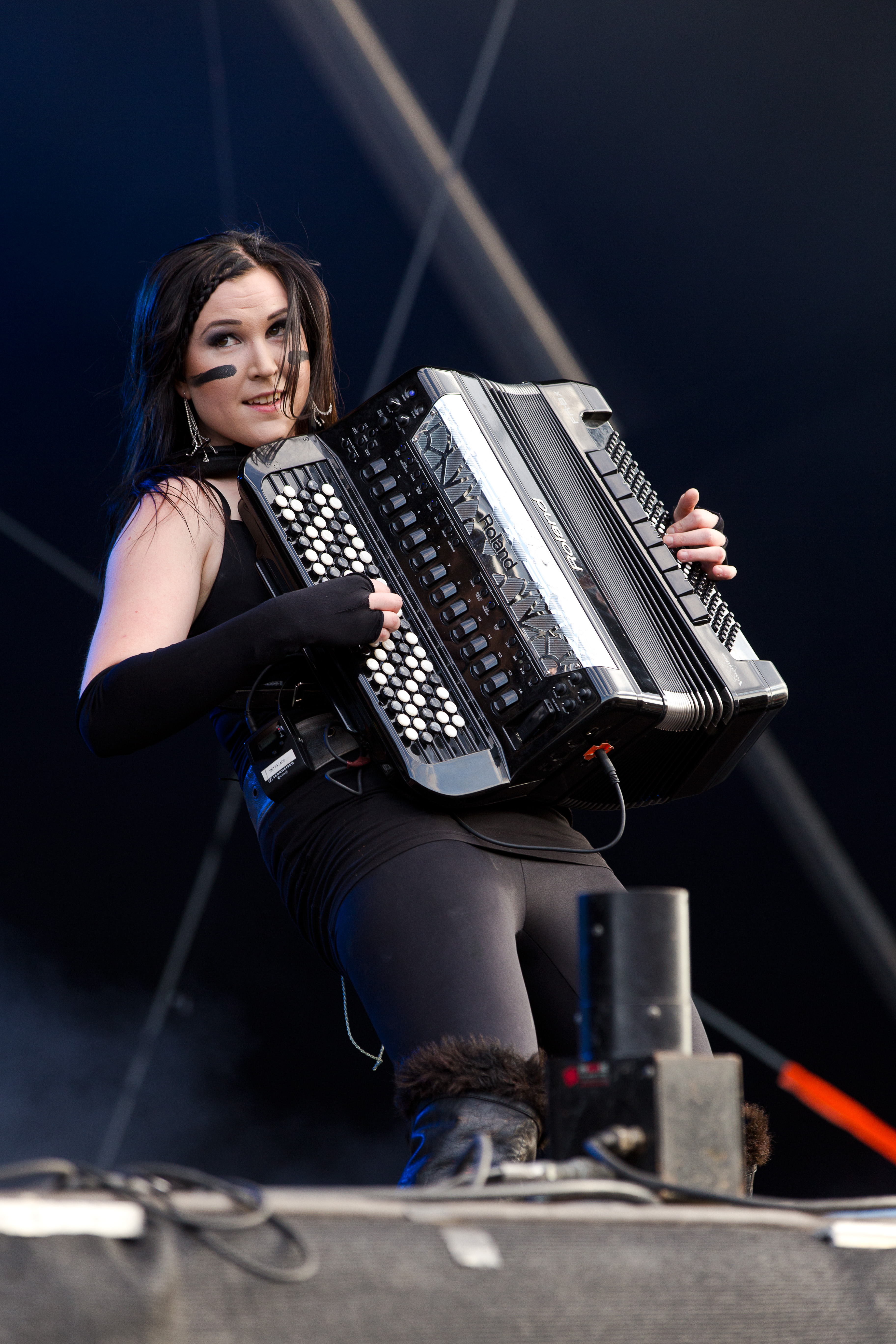
Нетта Ског на фестивале «Rockharz» в Германии (2016).

### Смена лейбла (2013-настоящее время)
После 13 лет Ensiferum покинули Spinefarm Records и подписали контракт с Metal Blade Records.
В 2015 году был выпущен шестой студийный альбом группы One Man Army. Вслед за этим Эмми Сильвеннёйнен заявила, что не сможет отправиться в тур с группой по семейным обстоятельствам, вместо неё в тур с группой отправилась Нетта Ског (ранее в Turisas), участвовавшая в записи One Man Army (аккордеон, чистый вокал). В марте 2016 года Сильвеннёйнен официально выбыла из состава группы, а Ског была объявлена постоянным участником группы. В таком составе был записан альбом Two Paths, увидевший свет в 2017 году. В декабре 2017 года группа объявила, что Ског покидает состав.

## Состав

### Текущий состав
- Маркус Тойвонен — лидер группы, соло и ритм-гитара, чистый и бэк-вокал (1995—настоящее время)
- Петри Линдроос (Norther) — харш вокал, соло и ритм-гитара (2004—настоящее время)
- Сами Хинкка (Rapture) — бас-гитара, чистый, харш и бэк-вокал (2004—настоящее время)
- Янне Парвиайнен (Barathrum, Sinergy, Waltari) — ударные (2005—настоящее время)
- Пекка Монтин — чистый вокал, клавишные, бэк-вокал (2020—настоящее время)

### Бывшие участники
- Киммо Миэттинен (Arthemesia, Cadacross) — ударные (1995—1998)
- Саули Саволайнен — бас-гитара (1995—1998)
- Яри Мяэнпяя (Arthemesia, Wintersun) — вокал, соло и ритм-гитара (1996—2004)
- Юкка-Пекка Миэттинен (Arthemesia, Cadacross) — бас-гитара (1998—2004), гитара/бэк-вокал (2008, тур по России)
- Оливер Фокин (Arthemesia) — ударные, перкуссия (1998—2005)
- Мейю Энхо (в Finntroll на выступлениях) — клавишные (2001—2007)
- Эмми Сильвеннёйнен (Execratus) — клавишные, бэк-вокал (с 2007 как сессионная участница, с 2009 в основном составе—2016)
- Нетта Ског (Turisas) — баян, чистый и бэк-вокал (с 2015 как сессионная участница, с 2016 в основном составе—2017)

## Дискография

### Альбомы
| Название      | Год  | Лейбл               |
| ------------- | ---- | ------------------- |
| Ensiferum     | 2001 | Spinefarm Records   |
| Iron          | 2004 | Spinefarm Records   |
| Victory Songs | 2007 | Spinefarm Records   |
| From Afar     | 2009 | Spinefarm Records   |
| Unsung Heroes | 2012 | Spinefarm Records   |
| One Man Army  | 2015 | Metal Blade Records |
| Two Paths     | 2017 | Metal Blade Records |
| Thalassic     | 2020 | Metal Blade Records |
| Winter Storm  | 2024 | Metal Blade Records |

### Синглы
| Название                    | Год  | Лейбл             | Альбом        |
| --------------------------- | ---- | ----------------- | ------------- |
| «Tale Of Revenge»           | 2004 | Spinefarm Records | Iron          |
| «Deathbringer from the Sky» | 2007 | Spinefarm Records | Victory Songs |
| «One More Magic Potion»     | 2007 | Spinefarm Records | Victory Songs |
| «From Afar»                 | 2009 | Spinefarm Records | From Afar     |
| «Stone Cold Metal»          | 2010 | Spinefarm Records | From Afar     |
| «Burning Leaves»            | 2012 | Spinefarm Records | Unsung Heroes |

### Прочее
| Название                           | Год  | Лейбл                   | Примечания          |
| ---------------------------------- | ---- | ----------------------- | ------------------- |
| Demo-97                            | 1997 | нет                     | демозапись          |
| Demo II                            | 1999 | нет                     | демозапись          |
| Hero in a Dream                    | 1999 | нет                     | демозапись          |
| 1997-1999                          | 2005 | Spinefarm Records       | сборник демозаписей |
| 10th Anniversary Live              | 2006 | Spinefarm Records       | DVD                 |
| Dragonheads                        | 2006 | Spinefarm Records       | мини-альбом         |
| Suomi Warmetal                     | 2014 | Devil Inc. Presseverlag | мини-альбом         |
| Two Decades of Greatest Sword Hits | 2016 | Spinefarm Records       | сборник хитов       |

### Каверы
Записанные в студии
| Название           | Исполнитель Альбом                     | Издан на                                                                               |
| ------------------ | -------------------------------------- | -------------------------------------------------------------------------------------- |
| «Into Hiding»      | Amorphis Tales from the Thousand Lakes | Dragonheads 10th Anniversary Live (как живая версия) специальное издание Victory Songs |
| «Battery»          | Metallica Master of Puppets            | «Tale of Revenge» диджипак-версия Iron                                                 |
| «Lady in Black»    | Uriah Heep Salisbury                   | «One More Magic Potion» диджипак-версия Victory Songs                                  |
| «Breaking the Law» | Judas Priest British Steel             | диджипак-версия Ensiferum «Stone Cold Metal» (как версия 2010 года)                    |
| «Vandraren»        | Nordman                                | лимитированная версия From Afar                                                        |
| «Wrathchild»       | Iron Maiden Killers                    | «Burning Leaves»                                                                       |
| «Bamboléo»         | Gipsy Kings                            | Unsung Heroes                                                                          |

Исполненные в живую
- «Battle Hymns» (Manowar)
- «Enter Sandman» (Metallica)
- «Fight Fire with Fire» (Metallica)
- «Näitä polkuja tallaan» (Matti ja Teppo)
- «Olen suomalainen» (Kari Tapio)
- «Run to the Hills» (Iron Maiden)
- «The Trooper» (Iron Maiden)

## Достижения
Издание The Village Voice присвоило группе Ensiferum второе место из десяти в списке лучших фолк-метал-исполнителей.